# Мошківка (Коростенський район)
Мо́шківка — село в Україні, у Коростенському районі Житомирської області. Населення становить 22 осіб.

## Історія
У 1906 році село Ушомирської волості Житомирського повіту Волинської губернії. Відстань від повітового міста 67 верст, від волості 8. Дворів 22, мешканців 137.
23 серпня 1943 року село було повністю спалене нацистами, загинуло 14 жителів.

## Населення

### Мова
Розподіл населення за рідною мовою за даними перепису 2001 року:
| Мова       | Кількість | Відсоток |
| ---------- | --------- | -------- |
| українська | 22        | 100%     |

## Галерея

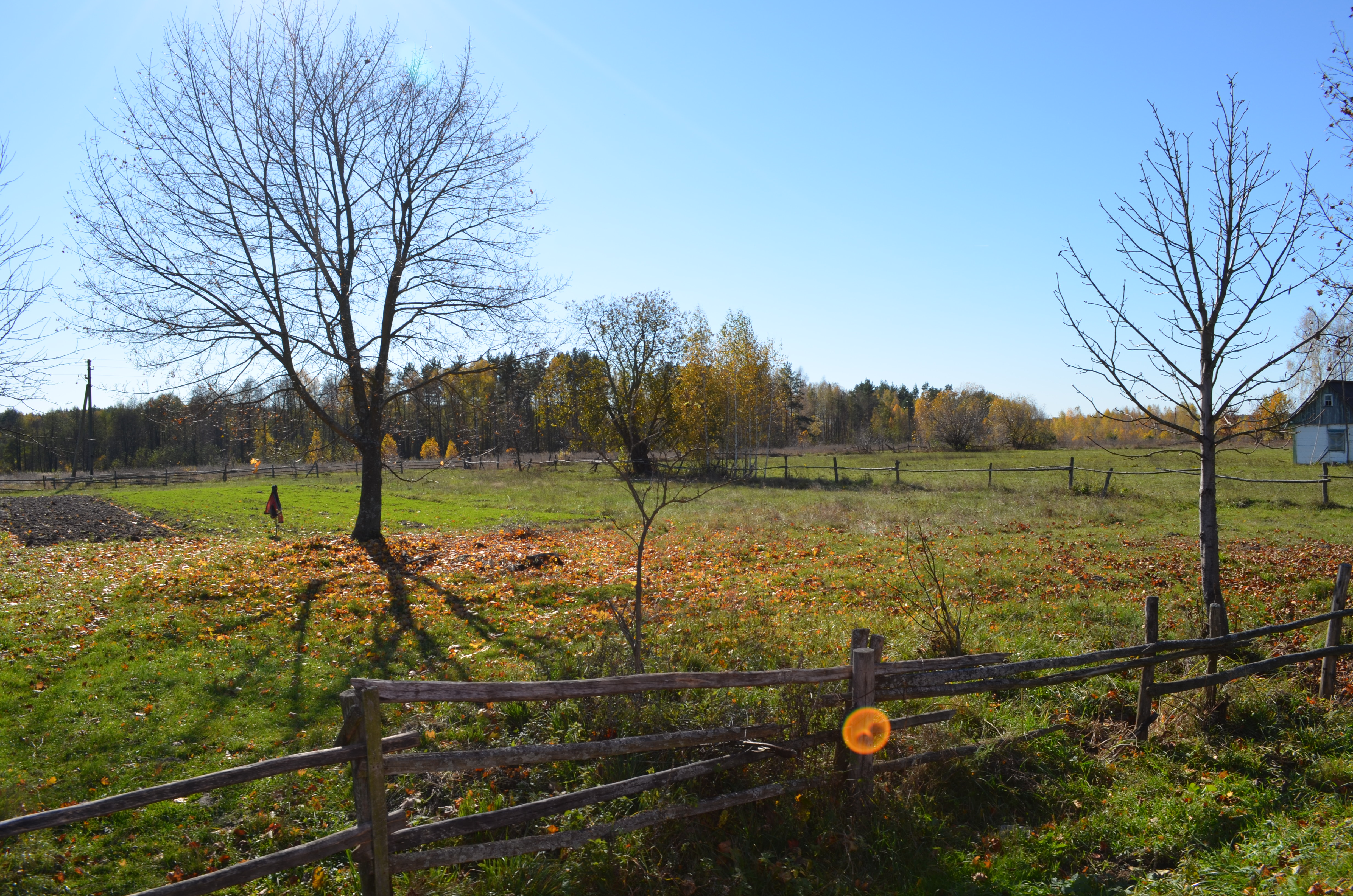
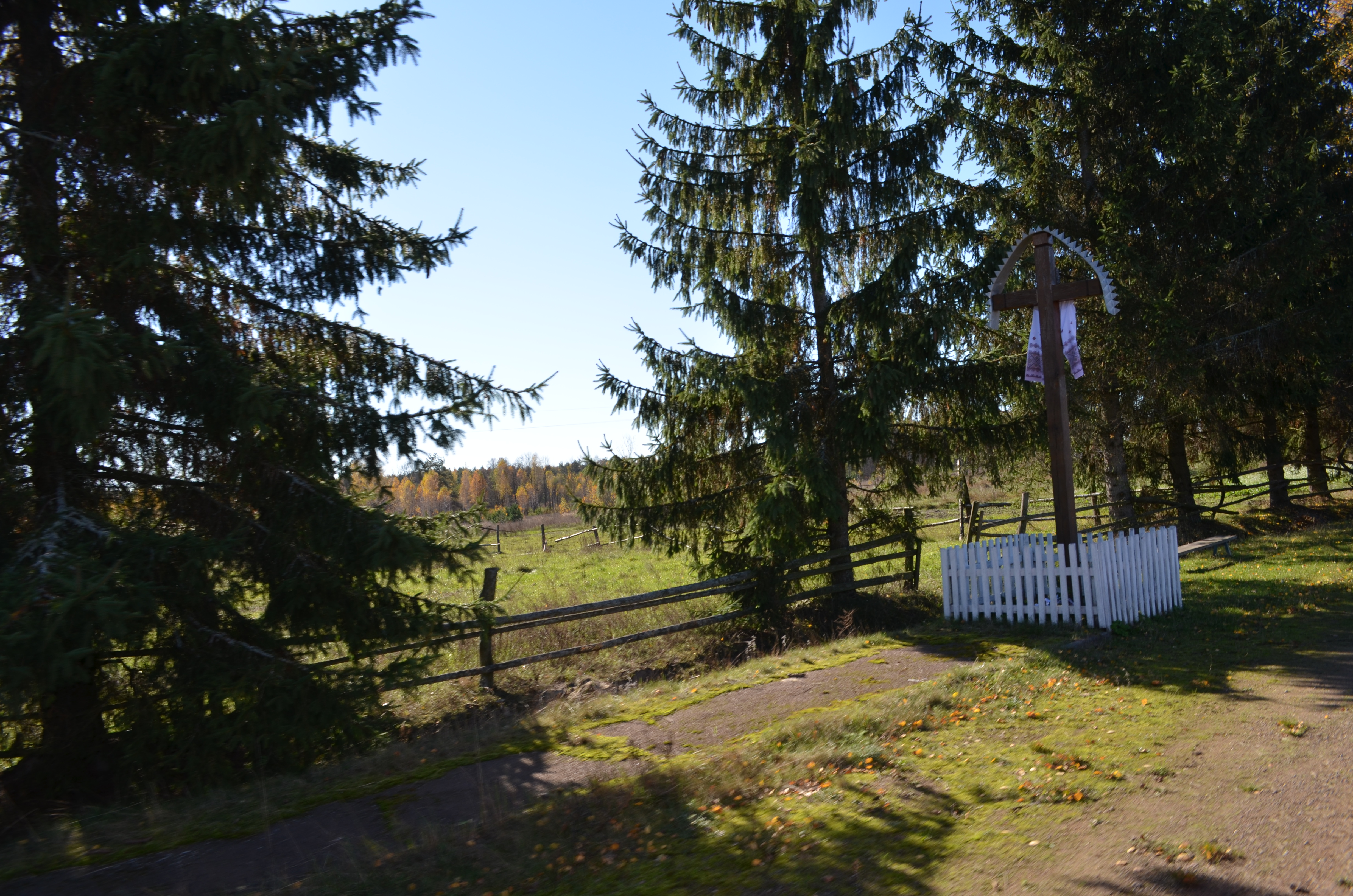
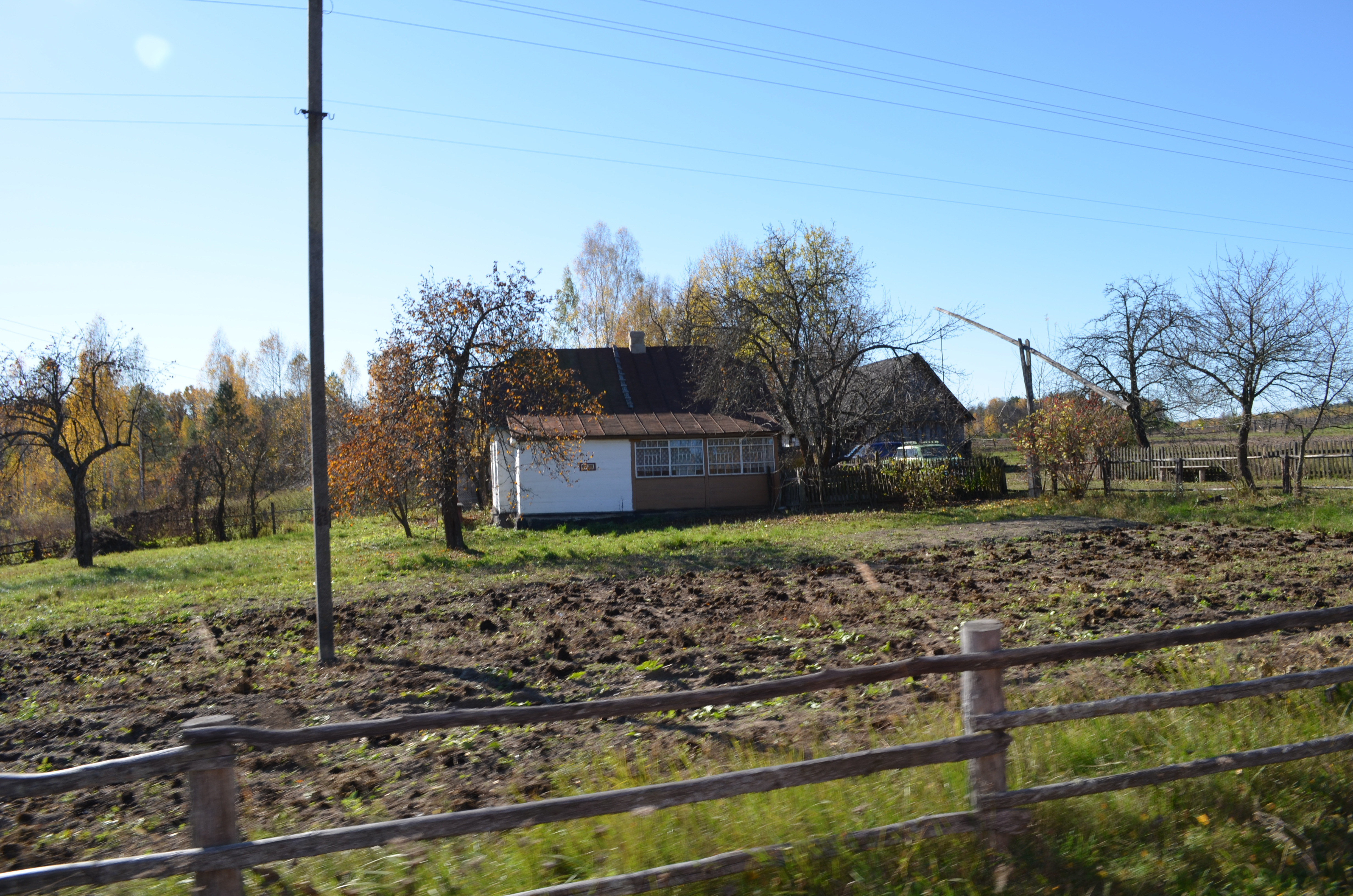
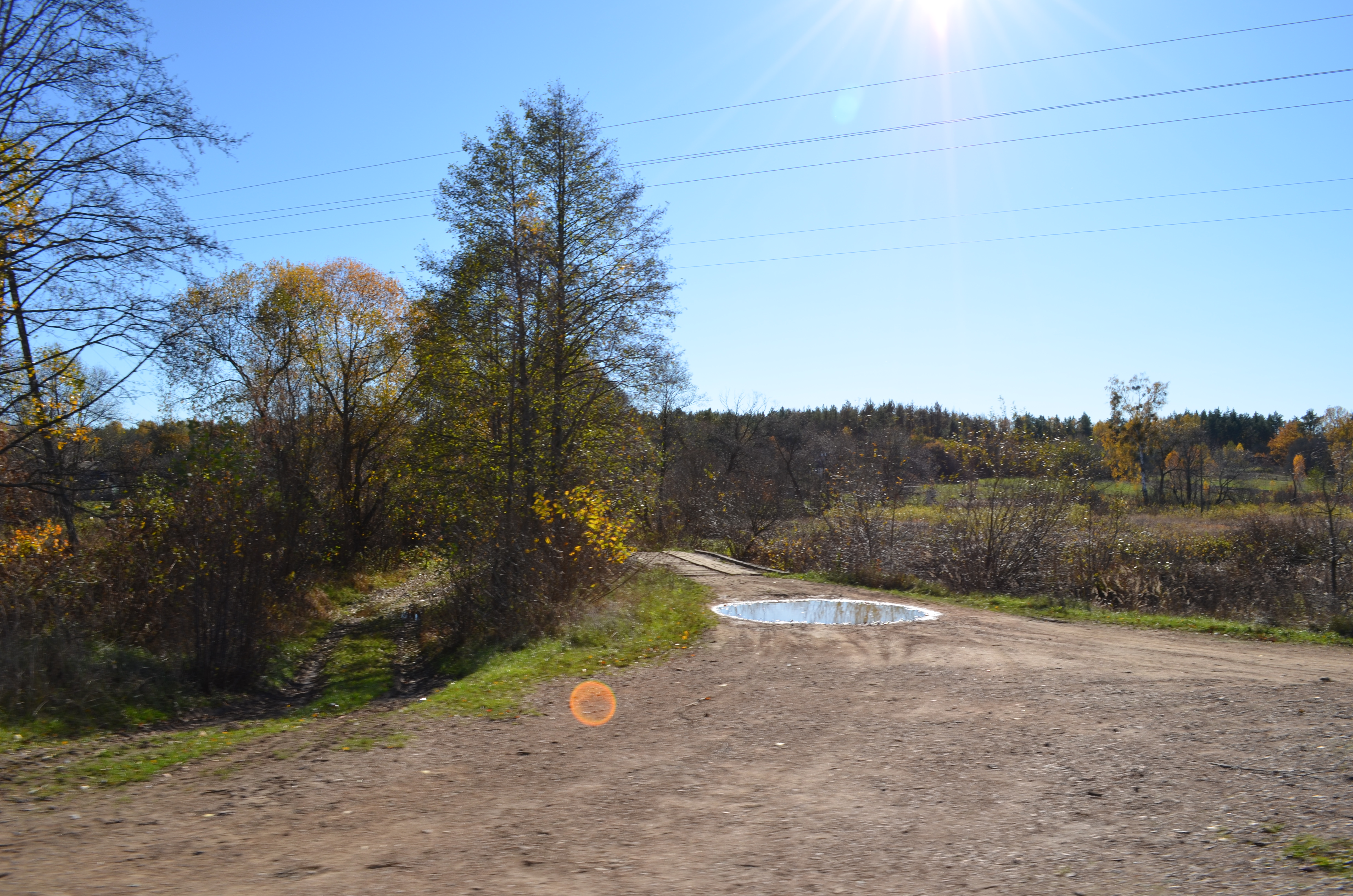